# Nhân tố giới hạn

Tháp năng lượng trong một hệ sinh thái với các biểu tượng đại diện cho các nhân tố giới hạn: loài chủ chốt (1)

Trong sinh học, khái niệm nhân tố giới hạn có hai nội dung khác nhau:
- Dùng để chỉ bất kỳ nhân tố (hoặc yếu tố) nào có thể hạn chế tốc độ phản ứng của bất kỳ quá trình sinh lý nào trong cơ thể sinh vật. Đó là nội dung của khái niệm này trong sinh lý học.
- Dùng để chỉ nhân tố sinh thái (cũng gọi là yếu tố môi trường) có vai trò chủ chốt trong việc hoặc hạn chế kích thước quần thể (population size), hoặc hạn chế hoạt động của các cá thể trong quần thể sinh vật dẫn đến giảm phân bố trong khu vực địa lý thuộc sinh cảnh của nó.[3] Đó là nội dung của khái niệm này trong sinh thái học.

## Nội hàm và ví dụ
- Trong thuật ngữ nước ngoài, khái niệm này gọi là "limiting factor" (tiếng Anh), "facteur limitant" (tiếng Pháp),... có nội dung tương tự như trên, bao gồm bất kỳ nhân tố nào trong môi trường - là biến số - có khả năng giới hạn một quá trình trong một cá thể hoặc của một quần thể sinh vật trong hệ sinh thái. Ví dụ:

-    Trong sinh lý học thực vật, cây xanh khi quang hợp cần khí CO2. Nếu nồng độ khí này xuống dưới 0,01% (bình thường ở khí quyển là 0,03%) thì phần lớn các cây xanh không quang hợp được, nghĩa là 0,01% CO2 là ngưỡng quang hợp dù cho các nhân tố khác (ánh sáng, nhiệt độ, nước,...) vẫn bình thường.
-     Trong một quần thể ở tự nhiên, số lượng cá thể không bao giờ tăng vô hạn, quá sức chứa của môi trường mà nó sống được, vì không đủ nơi ở, thiếu thức ăn,... dẫn đến cạnh tranh tăng, tử vong nhiều. Ở trường hợp này "kích thước tối đa" là một nhân tố sinh thái, cũng là nhân tố giới hạn kích thước quần thể.
- Tuy nhiên, khái niệm nhân tố giới hạn có nội hàm không trùng hoàn toàn với khái niệm nhân tố sinh thái, cũng như khác hẳn khái niệm giới hạn sinh thái. Có tác giả đã dịch "limiting factor" là "giới hạn sinh thái" là kiểu dịch theo nghĩa hẹp.
- Các nguyên tắc hoặc quy luật giúp giải thích các nhân tố giới hạn trong sinh thái học là quy luật tối thiểu của Liebig, quy luật giới hạn của Blackman và quy luật Shelord.[7]

## Trong kinh doanh và công nghệ
Nhân tố giới hạn còn được gọi là nhân tố ràng buộc, trong kinh doanh là một "mặt hàng hạn chế hoặc giới hạn sản xuất hoặc bán một sản phẩm nhất định". Chẳng hạn như "số giờ máy có thể hoạt động", "thời gian lao động của nhân viên", "số lượng nguyên liệu". Thuật ngữ này cũng thường được sử dụng trong công nghệ.